# 생활체육TV
생활체육TV는 주식회사 베리미디어가 운영하는 스포츠 텔레비전 채널이다.